# NGC 6735
NGC 6735 ist ein Asterismus im Sternbild Aquila. Er wurde am 18. Juli 1827 von John Herschel bei einer Beobachtung mit einem 18-Zoll-Spiegelteleskop entdeckt.